# Mountain Home (Idaho)
Pour les articles homonymes, voir Mountain Home.
Mountain Home est une ville américaine, siège du comté d'Elmore dans le centre de l'Idaho. Sa population s’élevait à 14 206 habitants lors du recensement de 2010.
Une base de l'United States Air Force, Mountain Home Air Force Base, est située près de la ville de Mountain Home.

## Démographie
| Groupe            | Mountain Home | Idaho | États-Unis |
| ----------------- | ------------- | ----- | ---------- |
| Blancs            | 83,2          | 89,1  | 72,4       |
| Autres            | 4,8           | 5,1   | 6,4        |
| Métis             | 4,4           | 2,5   | 2,9        |
| Afro-Américains   | 3,3           | 0,6   | 12,6       |
| Asiatiques        | 2,9           | 1,2   | 4,8        |
| Amérindiens       | 1,0           | 1,4   | 0,9        |
| Océaniens         | 0,6           | 0,2   | 0,2        |
| Total             | 100           | 100   | 100        |
|                   |               |       |            |
| Latino-Américains | 11,9          | 11,2  | 16,7       |

Selon l'American Community Survey pour la période 2011-2015, 85,27 % de la population âgée de plus de 5 ans déclare parler l'anglais à la maison, 10,29 % déclare parler l'espagnol, 1,22 % une langue chinoise, 0,81 % l'allemand et 2,41 % une autre langue.
| 1890 | 1900 | 1910  | 1920  | 1930  | 1940  |
| ---- | ---- | ----- | ----- | ----- | ----- |
| 233  | 529  | 1 411 | 1 644 | 1 243 | 1 193 |

| 1950  | 1960  | 1970  | 1980  | 1990  | 2000   |
| ----- | ----- | ----- | ----- | ----- | ------ |
| 1 887 | 5 984 | 6 451 | 7 540 | 7 913 | 11 143 |

| 2010   | - | - | - | - | - |
| ------ | - | - | - | - | - |
| 14 206 | - | - | - | - | - |

## Source
- (en) Cet article est partiellement ou en totalité issu de l’article de Wikipédia en anglais intitulé « Mountain Home, Idaho » (voir la liste des auteurs).